# Скендербей
„Скендербей“ (на гръцки: „Σκεντέρμπεης“) е стихотворение на българския поет и възрожденец от Охрид Григор Пърличев. Пърличев пише стихотворението на гръцки през 1860 или 1861 г. с намерението да участва за втори път в ежегодния конкурс за гръцка поезия на Атинския университет, на който през 1860 година печели голямата награда със стихотворението си „Сердарят“ („Ὁ Ἁρματωλός“).
Конкурсът за 1861 г. обаче бива отменен, а поемата – не напълно довършена – остава непубликувана в архива на Пърличев. След Освобождението е намерена от наследниците на Пърличев и предадена през 1950 г. за съхранение в библиотеката на Националния съвет на Отечествения фронт. Издадена е за първи път през 1967 г. от Българската академия на науките заедно с превод в проза на български. Михаил Арнаудов определя поемата за „необикновено ценен писателски завет“.

## Сюжет
След като Пърличев печели поетическия конкурс през 1860 г. със стихотворението „Сердарят“, един от победените поети, професор Орфанидес, го напада поради българската му народност. Според Михаил Арнаудов, при тези обстоятелства било неуместно българският поет да избере отново тема от българската народна епика, за да избегне обвинения в пристрастие към собствената си народност, и затова трябвало да потърси народностно неутрална тема, еднакво приемлива и за гърци, и за българи.
Такива съображения най-вероятно водят Пърличев да избере албанския национален герой от XV век Георги Кастриота, наричан още Скендербей, християнски владетел на Епир или Албания, за главен герой на произведението си.